# Dassault Mirage III
Dassault Mirage III – ponaddźwiękowy samolot myśliwski produkcji francuskiej zbudowany w układzie skrzydła delta, bez usterzenia poziomego. Wersję szturmową opartą na Mirage’u III nazwano Mirage 5.

## Historia
Projektowanie nowego samolotu myśliwskiego, mającego rozwijać wysoką prędkość lotu, rozpoczęto w zakładach Marcel Dassault w 1951 roku. Wybrana została konfiguracja ze skrzydłem w układzie delty, gdyż pozwalała na skompensowanie mniejszego ciągu silników odrzutowych francuskiej produkcji w porównaniu z zagranicznymi. 27 lutego 1952 roku uzyskano zamówienie rządowe na skonstruowanie samolotu. Zgodnie z nowymi wymaganiami z 1953 roku miał to być możliwie lekki myśliwiec przechwytujący. W związku z tym Dassault przeprojektował pierwotny projekt samolotu, który miał ważyć 9 ton, na czterotonowy. W efekcie powstał myśliwiec MD 550 Mystere-Delta, który był rozwinięciem samolotów rodziny Mystère ze skrzydłem delta. Prototyp Mystere-Delta został oblatany 25 czerwca 1955 roku, a w 1956 roku został przemianowany na Mirage I. Z uwagi na opóźniony rozwój silnika, był napędzany dwoma brytyjskimi silnikami Armstrong Siddeley Viper o ciągu po 980 kG i miał ponadto pomocniczy silnik rakietowy SEPR 66 do osiągania maksymalnie prędkości Ma 1,6. Przeznaczeniem samolotu było przechwytywanie bombowców strategicznych na dużej wysokości dzięki przyspieszaczowi rakietowemu i ich niszczenie pojedynczym przenoszonym pociskiem powietrze-powietrze. 29 maja 1956 roku prototyp przekroczył prędkość dźwięku w locie nurkowym, lecz zastosowane silniki odrzutowe były za słabe do utrzymania takiej prędkości w locie poziomym, natomiast przyspieszacz rakietowy miał czas pracy tylko 20 sekund i nie był praktycznym rozwiązaniem.
Ponieważ Mirage I był zbyt mały, żeby pomieścić mocniejsze silniki, radar i więcej uzbrojenia, Dassault zaproponował w marcu 1956 stworzenie dwóch cięższych myśliwców w układzie delty: jednosilnikowego Mirage III i dwusilnikowego Mirage IV (który ostatecznie przekształcono w bombowiec). 3 września 1956 roku lotnictwo francuskie wydało nowe wymagania na myśliwiec przechwytujący operujący w każdych warunkach atmosferycznych, a 15 listopada poinformowało o zaakceptowaniu projektu Mirage III. Już 17 listopada 1956 roku oblatano pierwszy prototyp Mirage III-001. Jego masa wynosiła około 7 ton, a napęd stanowił francuski silnik SNECMA Atar 101G, lecz zachowano także przyspieszacz rakietowy SEPR 66. W drugim locie przekroczył on prędkość dźwięku w locie poziomym, lecz prędkość maksymalna Ma 1,9 mogła być osiągana jednak tylko z przyspieszaczem rakietowym. Zimą 1957/58 roku poprawiono własności aerodynamiczne płatowca, dodając przede wszystkim ruchome stożki regulujące przepływ w chwytach powietrza. Ulepszony samolot oblatano 17 kwietnia 1958 roku. Jednocześnie prowadzono przygotowania do produkcji i pierwszy samolot przedseryjny Mirage IIIA01 wzleciał już 12 maja tego roku, a 24 października jako pierwszy samolot zachodnioeuropejski przekroczył dwukrotna prędkość dźwięku bez silników rakietowych. Napędzany był przez silnik SNECMA Atar 09B o ciągu 6001 kG z dopalaniem.
Wariant Mirage IIIA był jednak niedojrzałą konstrukcją i pozostał przedprodukcyjny, zbudowany w liczbie 10 sztuk. Jeszcze 25 lutego 1958 roku francuskie lotnictwo Armeé de l’Air zamówiło dwumiejscowy wariant szkolno-bojowy Mirage IIIB, bez radaru, oblatany 20 października 1959 roku. Dojrzałym wariantem myśliwca, z docelowym systemem uzbrojenia z pociskiem Matra R530 i radarem Cyrano, stał się Mirage IIIC, oblatany 9 października 1960 roku. Zmieniono jednak przeznaczenie samolotu, z myśliwca przechwytującego na wielozadaniowy, eliminując w trakcie rozwoju przyspieszacz rakietowy i dodając stałe uzbrojenie w postaci dwóch działek 30 mm DEFA 552 ze 125 nabojami. 6 kwietnia 1960 roku lotnictwo francuskie zamówiło rozwój wersji myśliwsko-szturmowej Mirage IIIE i rozpoznawczej Mirage IIIR, które oblatano odpowiednio 5 kwietnia i 31 października 1961 roku. Na eksport produkowano ponadto wersję dwumiejscową Mirage IIID i uproszczoną uderzeniową Mirage 5.
Dla lotnictwa francuskiego zbudowano, oprócz prototypów, 417 samolotów Mirage III, w tym 10 IIIA, 59 IIIB, 95 IIIC, 183 IIIE i 70 IIIR. Samolot odniósł natomiast duży sukces eksportowy – łącznie zbudowano ich 1422, łącznie z produkcją licencyjną.

## Użycie
Pierwszym nabywcą eksportowym stały się Siły Powietrzne Izraela, które zaczęły ich używać w 1962 roku, pod nazwą Shahak. Przystosowano je tam również do przenoszenia dwóch własnych pocisków naprowadzanych na podczerwień Shafrir, od 1969 Shafrir 2. Podczas starć granicznych w latach 1964-67 Mirage zestrzeliły bez strat osiem arabskich MiG-21, z czego potwierdzono sześć (wszystkie z działek, gdyż pociski kierowane okazały się mało celne). Podczas wojny sześciodniowej w czerwcu 1967 roku Mirage zestrzeliły według analiz izraelskich 15 MiG-21 przy stracie pięciu własnych w walkach z MiG-21 (ogółem stracono dziewięć).
Różne wersje samolotu brały udział następnie w wojnie indyjsko-pakistańskiej w 1971 roku, wojnie Jom Kipur w 1973 roku i w wojnie falklandzkiej w 1982 roku. Samolot produkowano na licencjach w Szwajcarii, Belgii i Australii. Głównym rynkiem zbytu dla produkcji eksportowej były kraje Afryki i Ameryki Południowej, był użytkowany w dwudziestu jeden krajach. Produkcję zakończono w 1982 roku, gdy zastąpił go Dassault Mirage 2000, ale starsze modele były modernizowane.
Sukcesy samolotu podczas wojny sześciodniowej zaowocowały uruchomieniem przez Izrael produkcji własnych wersji samolotu budowanych przez Israel Aerospace Industries: Nesher (Mirage 5) i Kfir, także RPA stworzyła w wyniku głębokiej przebudowy posiadanych Mirage III wersje Atlas Cheetah. Zarówno Kfiry i Cheetah są nadal wykorzystywane w Ameryce Południowej.
Ostatnimi użytkownikami samolotów Mirage III są Pakistan z około 70 sztukami. Argentyna w sierpniu 2015 miała na wyposażeniu 6 myśliwców Mirage IIIEA, 4 Mirage 5PA i 4 Dagger, wszystkie wycofane do końca 2015 roku. Mirage 5 eksploatowane są w niewielkiej liczbie przez Egipt.

## Wersje samolotu
- M.D.550 Mystere-Delta – demonstrator myśliwca ze skrzydłem delta, napędzany dwoma silnikami M.D.30.
- Mirage I – pierwszy prototyp z dwoma silnikami M.D.30R.
- Mirage II – powiększony prototyp Mirage I z dwoma silnikami Turbomeca Gabizo.
- Mirage III-001 – docelowy prototyp z pojedynczym silnikiem Atar 101G2.
- Mirage IIIA – 10 przedseryjnych samolotów testowych z silnikiami Atar 9B, bez uzbrojenia lub radaru.
- Mirage IIIB – dwumiejscowy myśliwiec treningowy, pozbawiony radaru, dla Francji zbudowano 1 prototyp i 27 seryjnych IIIB i 3 inne wersje oraz 3 wersje eksportowe.
  - Mirage IIIB-1 – egzemplarze testowe/treningowe, 5 sztuk.
  - Mirage IIIB-2(RV) – samoloty treningowe z sondą do pobierania paliwa w locie, umieszczoną w nosie samolotu, do szkolenia pilotów Mirage IV, 10 sztuk dla Francji.
  - Mirage IIIB-SV – zmodyfikowany IIIB z systemem fly-by-wire rozwijanym na potrzeby programu Mirage 2000.
  - Mirage IIIBE – dwumiejscowa wersja Mirage IIIE, identyczna z Mirage IIID, 20 sztuk dla Francji.
  - Mirage IIIBJ – 5 dwumiejscowych myśliwców dla Izrela, 3 dostarczon w 1966, a 2 w 1968 (ostatni służył jako testbed do badań w locie dla programu IAI Kfir).
- Mirage IIIC – seryjny myśliwiec przechwytujący, działający niezależnie od warunków atmosferycznych, z silnikiem Atar 9B-3 (59 kN) oraz pomocniczy silnik rakietowy SEPR 841 o ciągu 16 kN, radarem Cyrano I, uzbrojony w 2 działka DEFA 552, 2 pociski AIM-9 pod skrzydłami i jeden pocisk Matra R530 pod kadłubem (w początkowym okresie Matra R511), zbudowano 95 sztuk dla Francji oraz 3 wersje eksportowe:
  - Mirage IIICJ – pierwszy wariant eksportowy, od 1961 zbudowano 72 sztuki dla Izraela, w tym 2 dostarczone w 1964, które mogły przenosić nos z zasobnikiem rozpoznawczym od Fairchild produkcji USA, oznaczane także jako IIIRJ, silnik Atar 9C (60,8 kN), zbiornik paliwa w miejscu silnika pomocniczego, uzbrojone w izraelskie pociski Shafrir.
  - Mirage IIICS – unikatowy egzemplarz testowy dla Szwajcarii.
  - Mirage IIICZ – wersja eksportowa dla RPA, zbudowano 16 sztuk.
- Mirage IIID – dwumiejscowa wersja myśliwca IIIE, 16 sztuk wyprodukowano dla Australii oraz 11 wersji eksportowych.
- Mirage IIIE – myśliwiec z polepszonymi własnościami do atakowania celów naziemnych, silnik Atar 9C-3 (60,8 kN), radar Cyrano II, samolot wydłużono o 30 cm dla pomieszczenia nawigacyjnego radaru dopplerowskiego, system nawigacyjny TACAN, pociski AIM-9 zastąpiły rodzime R550 Magic, 183 sztuki dla Francji oraz 8 wersji eksportowych.
- Mirage IIIR – wersja rozpoznawcza na bazie IIIE, radar Cyrano zastąpiono pięcioma aparatami OMERA 31, nadal uzbrojone w działko DEFA i pociski na podczerwień, zbudowano 50 IIIR dla Francji oraz 3 wersje eksportowe.
  - Mirage IIIRD – wersja z dodanym nawigacyjnym radarem dopplerowskim, zbudowano 20 sztuk dla Francji.
  - Mirage IIIRP – wersja Mirage IIIR dla Pakistanu, zbudowano 13 sztuk.
  - Mirage IIIRZ – wersja Mirage IIIR dla RPA, zbudowano 4 sztuki.
  - Mirage IIIR2Z – wersja IIIRZ dla RPA z silnikiem Atar 9K-50, zbudowano 4 sztuki.
- Mirage IIIK – Mirage III proponowany Royal Air Force, silnik Rolls-Royce Spey.
- Mirage IIIM – anulowana wersja przewidziana dla francuskich lotniskowców.
- Mirage IIIT – samolot przebudowany do testowania silników SNECMA TF-104 i TF-106 (zmodyfikowane Pratt & Whitney JTF-10), z którymi testowano później Mirage IIIV.
- Mirage IIIX lub 3NG – zaproponowany wariant myśliwca czwartej generacji.
- Mirage 5 – szturmowa wersja Mirage IIIE. Oblatano go 19.05. 1967.
  - Wersje samolotu Dassault Mirage 5

### Warianty licencyjne
- Mirage IIIO – wariant budowany na licencji w Australii.
  - Mirage IIIOA – wariant myśliwca do atakowania celi powierzchniowych, zbudowano 52 sztuki.
  - Mirage IIIOF – wariant myśliwca przechwytującego, zbudowano 48 sztuk.
  - Mirage IIIO ROSE I – 33 myśliwce IIIO odkupione przez Pakistan zmodernizowane przez Sagem jako myśliwce wielozadaniowe, radar Grifo M3, HUD, HOTAS, wielofunkcyjny wyświetlacz, zintegrowane z AIM-9L, później dodano sondę do tankowania w locie.
- Mirage IIIS – wariant budowany na licencji w Szwajcarii, radar Hughes TARAN 18, uzbrojony w pociski AIM-9 i AIM-4 Falcon, ogółem 36 sztuk.
- Mirage IIIRS – wersja rozpoznawcza IIIS, budowana na licencji w Szwajcarii, ogółem 18 sztuk.

## Awionika
- Radar celowniczy
- Systemy: ADF, VOR, ILS, DME, IFF, INS, TACAN
- radiostacje: VHF i UHF

## Użytkownicy Dassault Mirage III/5/50

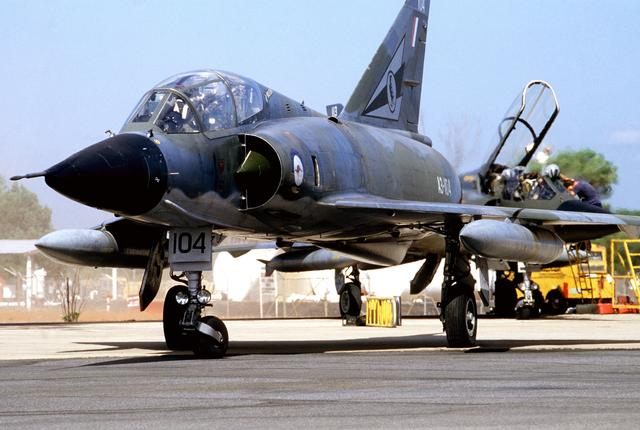
Mirage IIID

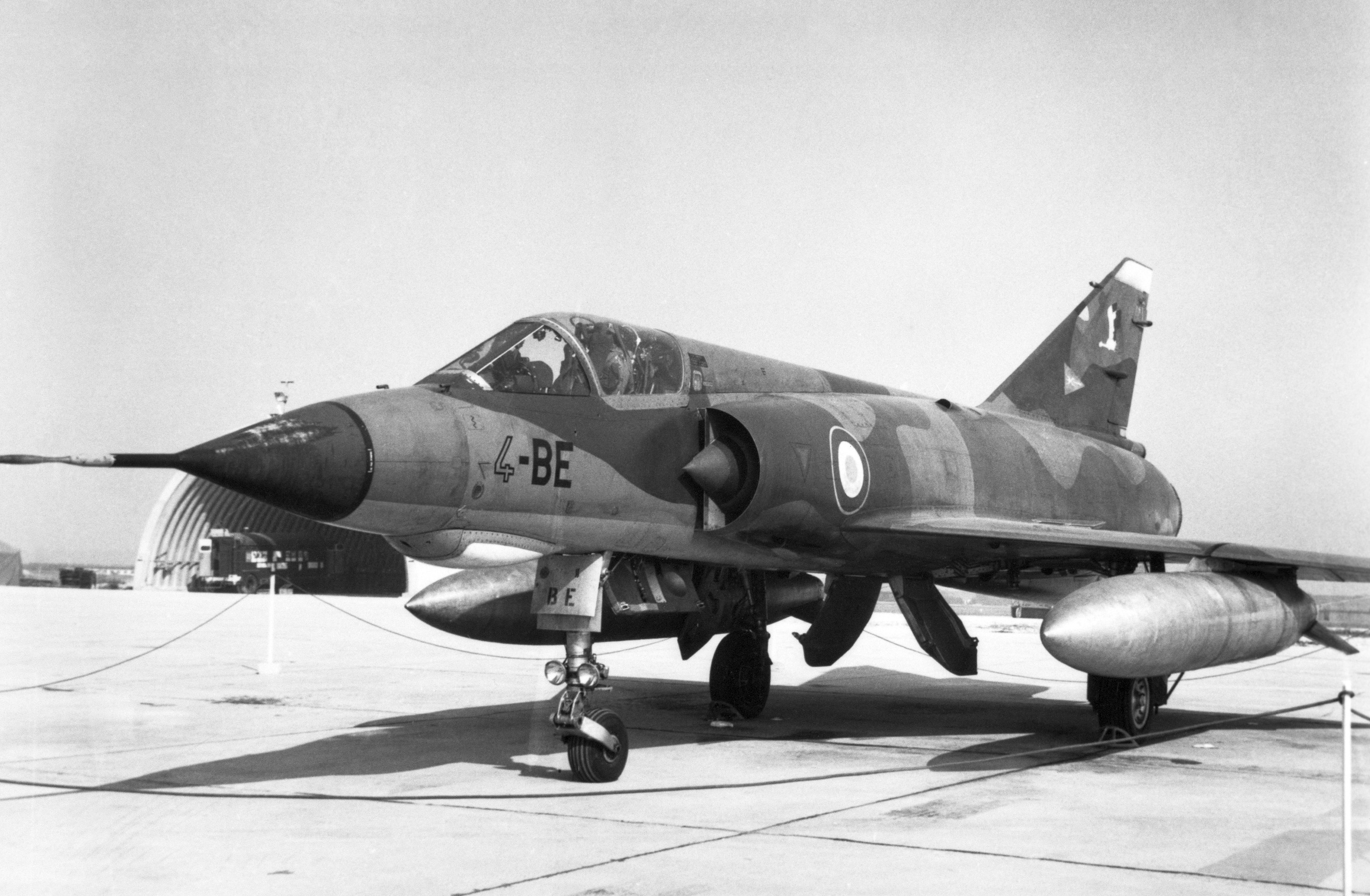
Mirage IIIE

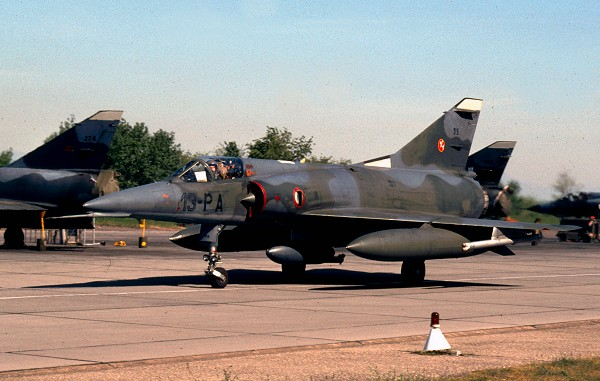
Mirage 5F

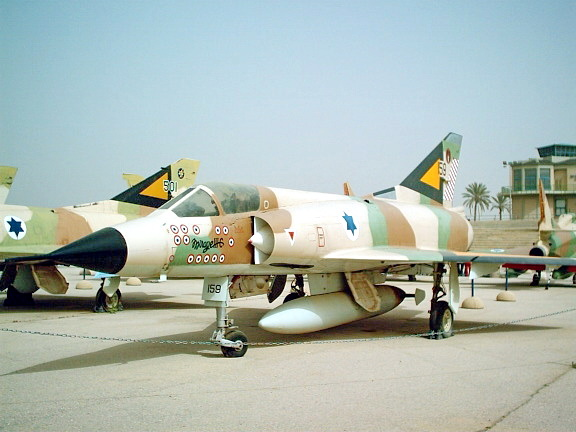
Mirage IIICJ

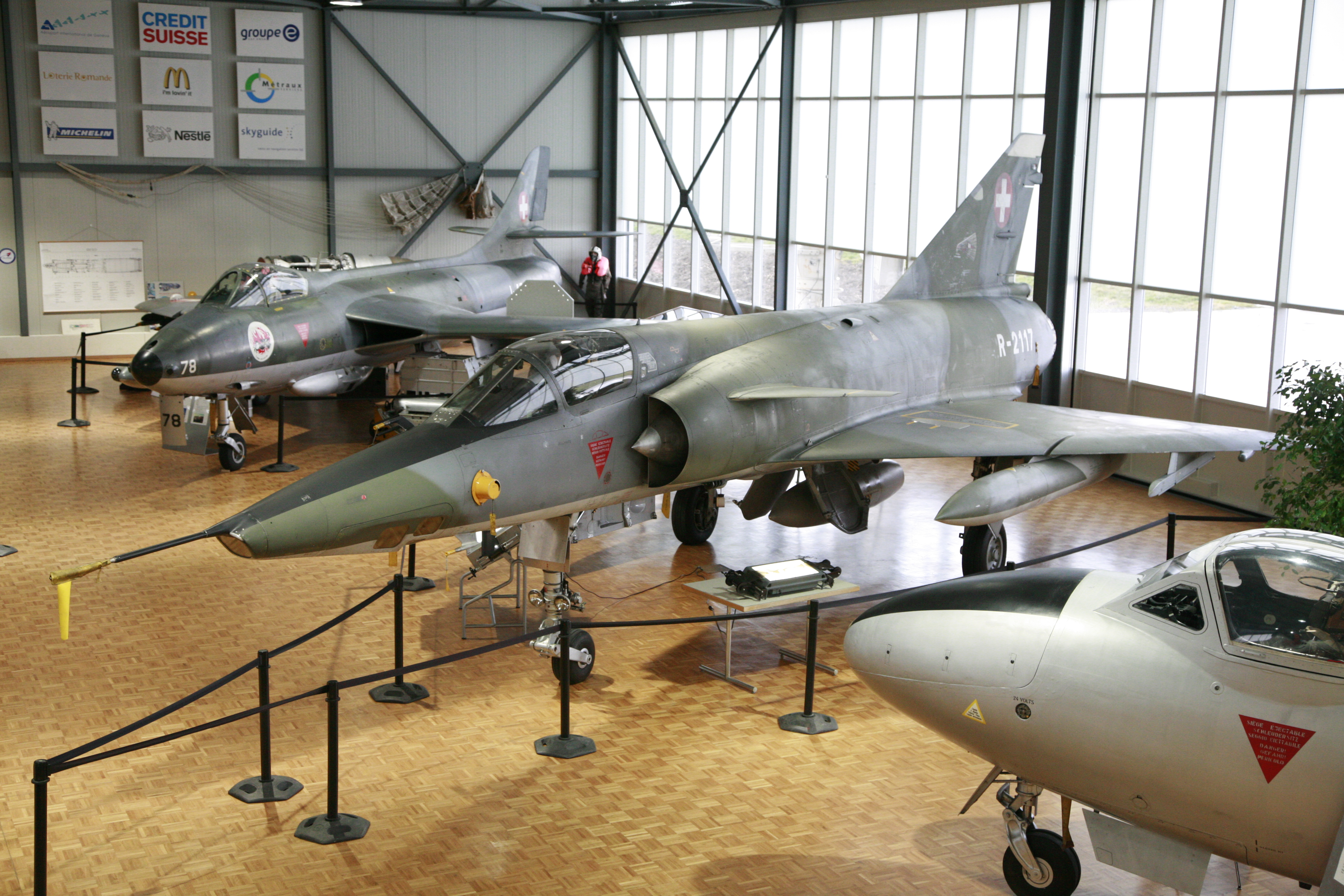
Mirage IIIRS

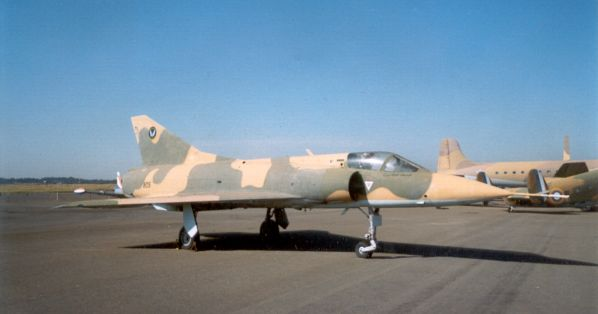
Mirage IIICZ

Zbudowano 1422 samoloty serii Mirage III i Mirage 5, w tym: 468 dla Armée de l’air, 671 na eksport oraz 266 na licencji w Australii, Belgii i Szwajcarii, nie uwzględniając produkowanych przez Izrael pod nazwą IAI Nesher Mirage 5.
- Siły Powietrzne Abu Zabi (ADAF) (32)
  - nowe: 12 5AD, 14 5EAD, 3 5DAD, 3 RAD
- Fuerza Aérea Argentina (92) – używane do 2015 roku[12]
  - nowe: 17 IIIEA, 4 IIDA
  - ex-izraelskie: 19 IIICJ, 3 IIIBJ, 35 IAI Dagger A i 4 Dagger B
  - ex-peruwiańskie: 10 5P (9 do wersji Mara)
  - ex-francuskie: 2 IIIB
- Royal Australian Air Force (116)
  - nowe: 6 IIID
  - licencyjne: 49 IIIO(F), 51 IIIO(A), 10 IIID
- Force Aêrienne Belge (106)
  - nowe: 1 5BA, 1 5BD, 4 5BR
  - licencyjne: 62 5BA, 15 5BD, 23 5BR
- Força Aérea Brasileira (32)
  - nowe: 12 IIIEBR, 4 IIIDBR
  - ex-francuskie: 10 IIIEBR-2, 6 IIIBEBR-2
- Fuerza Aérea de Chile (42)
  - nowe: 6 50C, 3 50DC
  - ex-francuskie: 8 50FC, 2 5D, 1 5B
  - ex-belgijskie: 19 5BA, 6 5BD (jako 5MA/MD Elkan)
- Egipskie Siły Powietrzne (82)
  - nowe: 54 5SDE, 16 5E2, 6 5SDD, 6 5SDR
- Fuerza Aérea Ecuatoriana (6)
  - ex-wenezuelskie: 6 50M
- Armée de l’air (468)
  - myśliwce: 95 IIIC, 183 IIIE, 58 5F
  - treningowe: 27 IIIB, 5 IIIB1, 10 IIIB2(RV), 20 IIIBE
  - rozpoznawcze: 50 IIIR, 20 IIIRD
- Gabońskie Siły Powietrzne (9)
  - nowe: 3 5G, 2 5G-2 (niedostarczone 5M), 2 5DG, 2 5DG-2
- Ejército del Aire (30)
  - nowe: 24 IIIEE, 6 IIIDE
- Siły Powietrzne Izraela (138)
  - nowe: 72 IIICJ (2 IIIRJ), 5 IIIBJ
  - licencyjne: 51 IAI Nesher S, 10 Nesher T
  - 212 IAI Kfir, pochodnej Neshera
- Fuerza Aérea Colombiana (18)
  - nowe: 14 5COA, 2 5COD, 2 5COR
- Libańskie Siły Powietrzne (12)
  - nowe: 10 IIIEL, 2 IIIDL (nazywane też BL)
- Libijskie Siły Powietrzne (110)
  - nowe: 53 5D, 32 5DE, 15 5DD, 10 5DR
- Pakistan Air Force (210)
  - nowe: 18 IIIP, 5 IIIDP, 13 IIIRP, 28 5PA, 4 5DPA, 18 5PA2, 2 5DPA2, 12 5PA3
  - ex-francuskie: 34 5F ROSE II/III
  - ex-australijskie: 33 IIIO/D ROSE I, 12 IIIO/D
  - ex-hiszpańskie: 22 IIIEE, 2 IIIDE
  - ex-libańskie: 9 IIIEL
  - ex-libijskie: ponad 50 Mirage 5 na części
- Fuerza Aérea del Perú (40)
  - nowe: 22 5P, 4 5DP, 10 5P3, 2 5DP3, 2 5P4
- Schweizer Luftwaffe (61)
  - nowe: 1 IIICS, 2 IIIBS, 2 IIIDS
  - licencyjne: 36 IIIS, 2 IIIBS, 18 IIIRS
- Fuerza Aérea Venezolana (26)
  - nowe: 7 IIIEV, 3 IIIDV, 6 5V, 9 50EV (3 to niedostarczone 5M), 1 50DV
- Zair (11)
  - nowe: 8 (z 14) 5M, 3 5DM
- South African Air Force (58)
  - nowe: 16 IIICZ, 3 IIIBZ, 4 IIIRZ, 17 IIIEZ, 3 IIIDZ, 11 IIID2Z, 4 IIIR2Z
  - przebudowane jako Atlas Cheetah.

## Podobne konstrukcje
- Mirage 5
- Atlas Cheetah
- IAI Nesher
- IAI Kfir
- Mirage 2000